# Henry Treppschuh

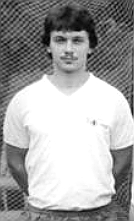
Treppschuh 1983

Henry Treppschuh (* 12. Dezember 1959 in Berlin) war Fußballspieler in der DDR-Oberliga, der höchsten Fußballklasse des DDR-Fußballverbandes. Dort spielte er für den 1. FC Union Berlin.

## Sportliche Laufbahn
Treppschuhs Fußball-Laufbahn begann 1968 bei der Berliner Betriebssportgemeinschaft (BSG) Turbine Gaswerke. Als 13-Jähriger wurde er 1973 von dort zum 1. FC Union Berlin delegiert. Ab 1975 spielte Treppschuh in der Juniorenmannschaft des 1. FC Union und wurde dort für die DDR-Junioren-Nationalmannschaft entdeckt. Mit ihr absolvierte er zwischen 1976 und 1978 17 Länderspiele.
Zur Saison 1977/78 wurde der 1,72 m große Treppschuh erstmals für die Unioner Oberligamannschaft nominiert. Es dauerte jedoch bis zum 19. Spieltag, ehe er tatsächlich in der Eliteliga zum Einsatz kam. In der am 8. April 1978 ausgetragenen Begegnung Wismut Aue – Union (3:2) wurde er in 58. Minute eingewechselt. In den restlichen Punktspielen der Saison war Treppschuh ebenfalls mit von der Partie, allerdings bestritt er nur drei Spiele, jeweils als Mittelfeldspieler, über die volle Spieldauer. Es dauerte bis zur Saison 1979/80, ehe er sich mit 19 Punktspielen zum Stammspieler in der 1. Mannschaft etabliert hatte. Am Ende dieser Spielzeit musste Union die die DDR-Liga absteigen. Dort dauerte es zwei Jahre, bis die Mannschaft die Rückkehr in die Oberliga schaffte. Im ersten DDR-Jahr kam Treppschuh nur in elf Punkt- und zwei vergeblichen Aufstiegsspielen zum Einsatz, in der Aufstiegssaison 1981/82 bestritt er nur drei der acht Spiele in der erfolgreichen Aufstiegsrunde.
In der neuen Oberligasaison 1982/83 war Treppschuh mit 17 Punktspieleinsätzen relativ erfolgreich, wenngleich er nur neunmal über 90 Minuten spielte. In der Spielzeit 1983/84 kam er überhaupt nur neun Oberligapunktspielen zum Einsatz, am Saisonende musste er erneut mit seiner Mannschaft in die DDR-Liga absteigen. Seine dritte DDR-Liga-Saison konnte er erfolgreicher gestalten, mit 24 Einsätzen bei 34 ausgetragenen Punktspielen hatte er einen nennenswerten Anteil am sofortigen Wiederaufstieg. In der folgenden Oberligasaison 1985/86 bestritt Treppschuh, der inzwischen sein Sportlehrerstudium abgeschlossen hatte, alle 13 Punktspiele der Hinrunde, hauptsächlich als Mittelfeldspieler. 1986 wurde er zum Militärdienst eingezogen. Da er anschließend nicht mehr in der 1. Mannschaft spielte,
konnte er auf folgende 127 Pflichtspiele zurückblicken:
- 76 Oberligaspiele (2 Tore)
- 40 DDR-Liga-Spiele (-)
- 11 Spiele im DDR-Fußballpokal (-)

Während  seiner eineinhalb Jahre dauernden Militärzeit spielte Treppschuh Fußball bei der Armeesportgemeinschaft Vorwärts Hagenow in der drittklassigen Bezirksliga Schwerin. Nach seiner Entlassung kehrte er im Mai 1987 zwar zum 1. FC Union Berlin zurück, wurde auch für die Saison 1987/88 für die 1. Mannschaft nominiert, kam dort aber nicht mehr zum Einsatz. Noch während der laufenden Spielzeit wechselte Treppschuh zum DDR-Ligisten Stahl Hennigsdorf. 1989 wurde er dort zum Mannschaftskapitän gewählt. Später spielte er bei der Traditionsmannschaft des 1. FC Union Berlin.